# Thomas Humphrey Marshall
Pour les articles homonymes, voir Marshall.
Thomas Humphrey Marshall (1893-1981) est un sociologue britannique, connu pour son essai Citoyenneté et classe sociale.

## Histoire de la citoyenneté moderne
Thomas Humphrey Marshall établit par ses travaux que la reconnaissance des droits a eu lieu en Angleterre en trois phases successives :
1. À partir du XVe siècle a lieu l’affirmation des droits civils (liberté de parole, de pensée et de religion, égalité devant la loi). Ce processus culmine au travers des révolutions anglaise, américaine et française.
2. Le XIXe siècle donne lieu à l’affirmation des droits politiques (droit de vote, droit d’être élu). Les droits politiques s’étendent progressivement, affirmant leur ambition à revêtir un caractère universaliste.
3. Au XXe siècle, les droits sociaux sont reconnus à travers la mise en place d'États providence. Il apparaît en effet que des individus dépourvus de droits économiques et sociaux éprouvent des difficultés à se sentir politiquement légitimes et tendent à se désintéresser de la chose publique.